# بحيرة التوت
بحيرة التوت (بالروسية озеро ягоды) بحيرة فريدة من نوعها تقع على بعد حوالي 20 كم من الحدود بين روسيا وكازاخستان، على بعد 610 كم من مدينة أستانا. تشتهر هذه البحيرة بالمياه ذات اللون الاحمر المميز، وهذا المظهر ليس السبب الوحيد الذي يجذب الزوار اليه، وانما أيضا تمتعها ببعض الخصائص العلاجية.